# Pernilla Ohrstedt
Elin Pernilla Ohrstedt (geb. Dezember 1980) ist eine in London lebende schwedische Architektin.

## Kindheit und Ausbildung
Elin Pernilla Ohrstedt wuchs in Stockholm als Tochter eines Architektenehepaares auf. Sie ging 2000 nach London, belegte einen Grundlagenkurs am Central Saint Martins College of Art and Design und studierte an der Bartlett School of Architecture.

## Berufsleben
Ohrstedt gründete 2012 das Londoner Pernilla Ohrstedt Studio.
Im September 2013 zählte sie der London Evening Standard zu den ES Power 1000.
Zu ihren Arbeiten gehört in Zusammenarbeit mit Asif Khan die Coca-Cola Beatbox, ein interaktiver Pavillon im London 2012 Olympic Park, der wie ein Musikinstrument gespielt werden kann. Zusammen mit Asif Khan entwarf sie 2011 für das British Council und die Royal Academy of Arts in Singapur den Future Memory Pavilion, eine zweiteilige Struktur, die vor allem aus Seilen hergestellt wurde. Sie schuf den Topshop Showspace 2014, einen Innenlaufsteg auf echtem Gras. Beim 2014er London Design Festival erschuf sie einen Stand für die MINI Frontiers Exhibition, um zu zeigen, wie fahrerlose Autos 3D-Daten visualisieren werden und allmählich ein perfektes digitales Modell einer Stadt erstellen.
Andere Kunden und Partner sind das britische unabhängige Architekturzentrum The Architecture Foundation, die unabhängige US-amerikanische Kunst- und Architekturorganisation Storefront for Art and Architecture, Mark Ronson, der Canada Pavilion bei der Venice Architecture Biennale, das britische Luxusmodehaus DAKS und die Luxusmodemarke Antipodium.
Ohrstedt war Kandidatin als Emerging Woman Architect of the Year des The Architects’ Journal.